# Foncea
Foncea és un municipi de la Rioja, a la regió de la Rioja Alta. Se situa en el nord-oest de la província al costat dels Montes Obarenes. Depèn del partit judicial d'Haro.

## Història
El primer esment documental de Foncea és de 952 en unes escriptures de donació. En 1366 Enric II de Castella donà la vila a Pedro González de Mendoza. Aquesta va ser confirmada per Joan I en 1379, per això, a la fi del segle xv, les seves armes es van gravar en les claus de les voltes de l'església parroquial de San Miguel. En Foncea havia un hospital fundat abans de 1538 per Martín de la Torre. Va formar part de la Merindad de Bureba.

## Personatges il·lustres
- Ángel Casimiro de Govantes, historiador.